# Ratuș, Iampol
Ratuș (în ucraineană Ратуш) este o comună în raionul Iampol, regiunea Vinița, Ucraina, formată numai din satul de reședință.

## Demografie
Componența lingvistică a satului Ratuș
     Ucraineană (99,45%)
     Alte limbi (0,55%)
Conform recensământului din 2001, majoritatea populației satului Ratuș era vorbitoare de ucraineană (99,45%), existând în minoritate și vorbitori de alte limbi.